# Dáfni (Corfou)
Pour les articles homonymes, voir Dafni (homonymie).
Dáfni (grec moderne : Δάφνη) est une localité située dans le dème de Corfou-Nord, dans le district régional de Corfou, dans la périphérie des Îles Ioniennes, en Grèce.
Selon le recensement de 2021, elle compte 185 habitants.